# بالكايوس دي رايبوبايسويرغا
بلدية بالكايوس دي رايبوبايسويرغا (بالإسبانية: Palacios de Riopisuerga)‏، هي إحدى بلديات مقاطعة برغش، التي تقع في منطقة قشتالة وليون، والتي تقع في شمال غرب إسبانيا.
يبلغ عدد سكانها 31 نسمة وفقاً لإحصائية سنة (2002).